# Leptonetela gang
Espèce
Leptonetela gang est une espèce d'araignées aranéomorphes de la famille des Leptonetidae.

## Distribution
Cette espèce est endémique du Guizhou en Chine,. Elle se rencontre dans les grottes Gang, Niu et Shenxian dans le xian de Jianhe et la grotte Long dans le xian de Sansui.

## Description
Le mâle holotype mesure 2,63 mm et la femelle paratype 2,38 mm.

## Étymologie
Son nom d'espèce lui a été donné en référence au lieu de sa découverte, la grotte Gang.

## Publication originale
- Wang, Xu & Li, 2017 : Integrative taxonomy of Leptonetela spiders (Araneae, Leptonetidae), with descriptions of 46 new species. Zoological Research, vol. 38, no 6, p. 321-448.